# Arossia eyerdami
Arossia eyerdami is een zeepokkensoort uit de familie van de Balanidae. De wetenschappelijke naam van de soort is voor het eerst geldig gepubliceerd in 1960 door Henry.